# Stephan Mølvig
Stephan Mølvig, född den 13 februari 1979 i Odense i Danmark, är en dansk roddare.
Han tog OS-guld i lättvikts-fyra utan styrman i samband med de olympiska roddtävlingarna 2004 i Aten.